# Reduto da Boa Vista
O Reduto da Boa Vista, também denominado Palácio da Boa Vista ou Schoonzicht, em holandês, foi construído na Ilha de Antônio Vaz, na foz do Rio Cabibaribe, orientado para o poente (oeste), de frente para o continente e junto à primitiva Ponte da Boa Vista (ainda de madeira), na Cidade Maurícia (Maurits Stadt, em holandês), atual Bairro de Santo Antônio do Recife, no litoral do estado de Pernambuco, no Brasil.

## História
Este reduto foi construído por Maurício de Nassau em 1643, no contexto da segunda das Invasões holandesas do Brasil (1630-1654), dominando o ponto de travessia do rio Capibaribe, que ligava a Ilha de Antônio Vaz ao continente. A seu respeito, Maurício de Nassau, no seu "Breve Discurso" de 14 de Janeiro de 1638, sob o tópico "Fortificações", comenta:
"A um tiro de arcabuz do Forte Frederik Hendrik, para o lado do noroeste, fica, junto ao [rio] Capibaribe, um reduto, que serve de guarda avançada para se descobrir se o inimigo tenta atravessar o rio."

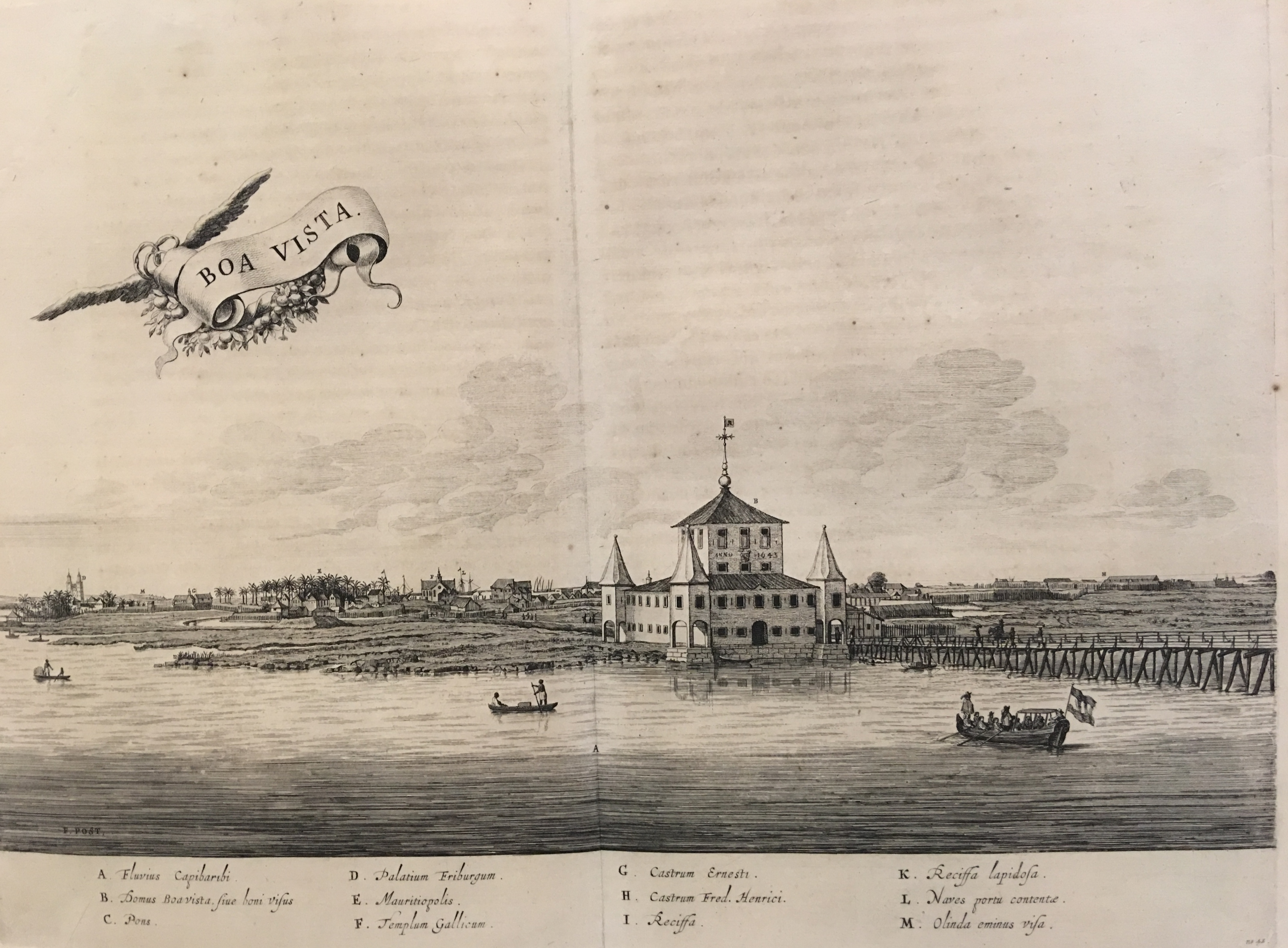
Gravura Boa Vista, de Frans Post (c. 1647).

Corresponde a um dos pequenos redutos que figuram no mapa da Ilha de Antônio Vaz por Frans Post (1612-1680), pelo lado do Rio Capibaribe (1637). Sua localização figura no mapa "A Cidade Maurícia em 1644", de Cornelis Golijath (na História dos feitos recentemente praticados no Brasil de Gaspar Barléu, Amsterdã, 1647), como Schoonzigt (Bela Vista), futuro bairro da Boa Vista. A melhor imagem conhecida desse edifício é Boa Vista, de Frans Post, de cerca de 1647.
O Palácio foi originalmente destinado ao seu repouso e lazer de Maurício de Nassau, porém, quando do cerco final por tropas portuguesas (1653-1654) ao Recife, o reduto encontrava-se artilhado com duas peças.
De acordo com o IBGE, além de características holandesas, nos quatro bastiões com telhados afunilados e na flecha do torreão com bandeira, "o edifício possuía características de arquitetura portuguesa, com linhas horizontais predominantes, telhados baixos de quatro águas e pequenas janelas quadradas".

## Localização

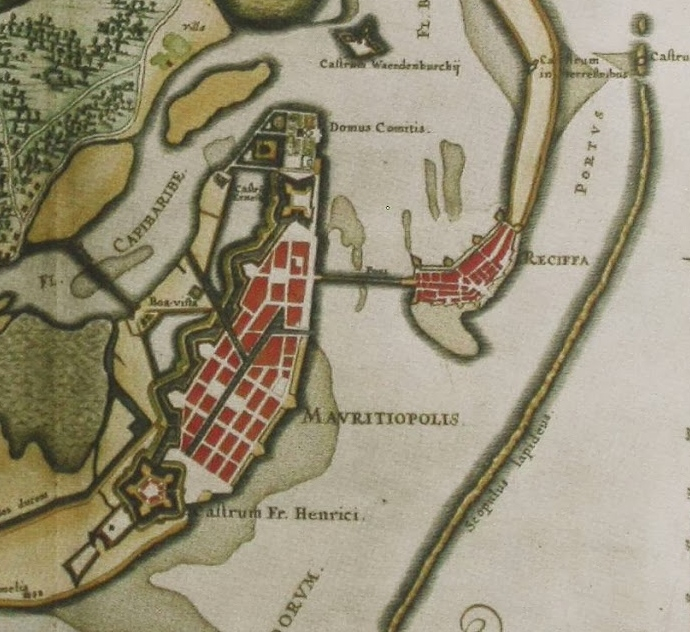
Mapa anônimo do Recife em 1644, no qual se observa o palácio "Boa Vista", junto à primitiva ponte de madeira que unia a Ilha de Antônio Vaz ao continente.

O Palácio da Boa Vista foi construído na Ilha de Antônio Vaz, na foz do Rio Cabibaribe, orientado para o poente (oeste), de frente para o continente e junto à primitiva Ponte da Boa Vista (ainda de madeira), na Cidade Maurícia, atual Bairro de Santo Antônio do Recife. Localizava-se no interior do atual quarteirão constituído pela Rua Nossa Senhora do Carmo, Rua Frei Caneca, Rua da Palma e Rua Marques do Herval.
No século XVII a foz do Rio Cabibaribe era mais larga que no presente, em função dos aterramentos realizados nos períodos seguintes. A água do Capibaribe chegava, portanto, até o local hoje correspondente à Rua da Palma, não existindo, nesse ponto, a área aterrada até a Rua Floriano Peixoto.
No mapa do Recife de 1644, o local é assinalado como "Boa Vista", junto à primitiva ponte de madeira que unia a Ilha de Antônio Vaz ao continente, cruzando o Rio Capibaribe, visível na gravura Boa Vista, de Frans Post (c. 1647), tomada em algum ponto do continente entre as atuais Ponte Santa Isabel e Ponte da Boa Vista. Essa ponte de madeira estava cerca de 50 metros a sudoeste da atual Ponte da Boa Vista, edificada no século XVIII e reconstruída em agosto de 1874, por ordem do então governador da província, Henrique Pereira de Lucena.

## Incorporação ao Convento de Nossa Senhora do Carmo do Recife

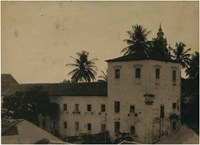
Restos do Torreão do Palácio da Boa Vista, integrado ao Convento de Nossa Senhora do Carmo do Recife.

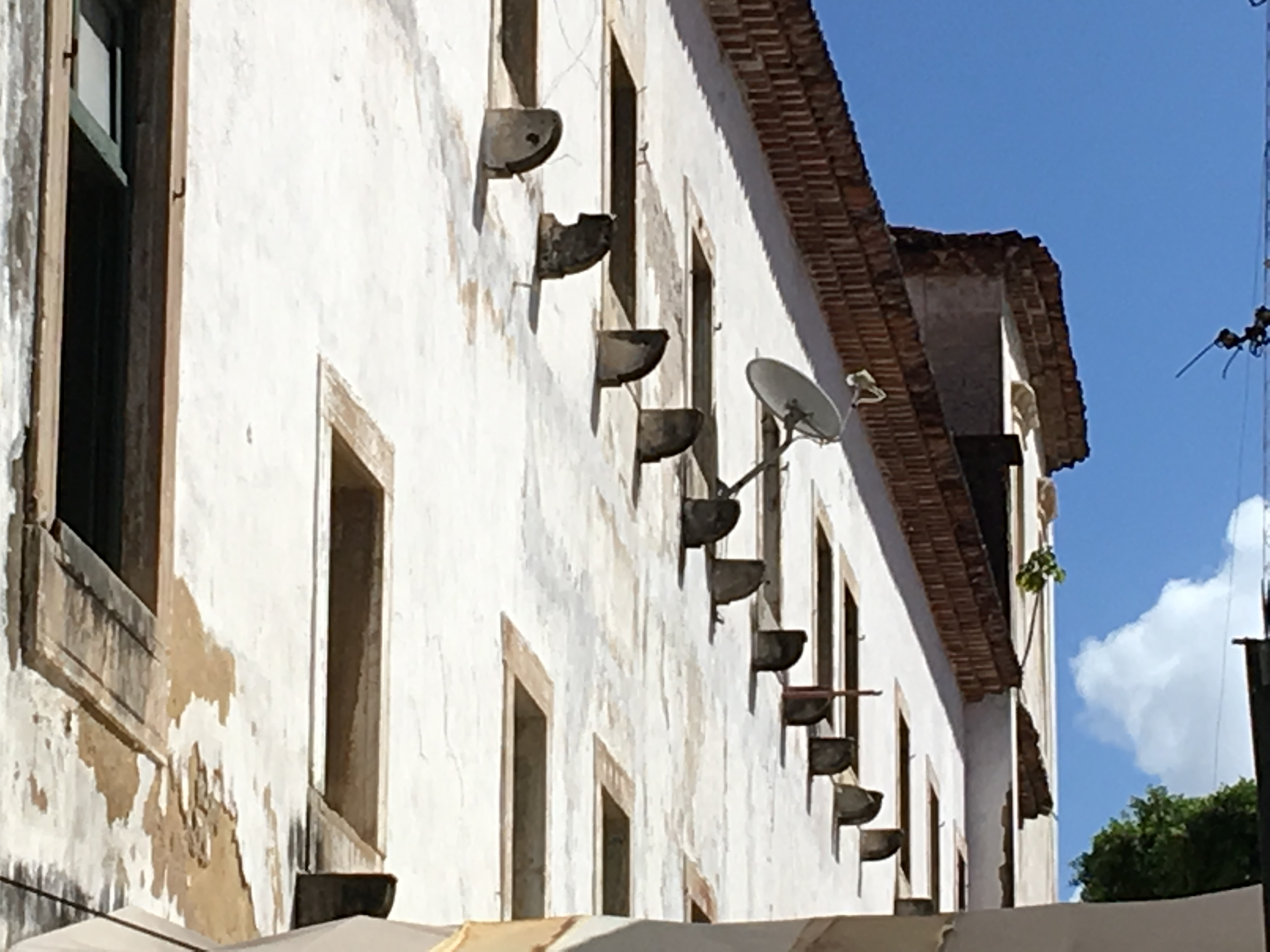
Restos do Palácio da Boa Vista (à direita), em imagem tomada da Avenida Nossa Senhora do Carmo.

Após a expulsão dos holandeses (1654), a Ordem do Carmo se estabeleceu no Recife e a Câmara de Olinda doou o Reduto da Boa Vista aos religiosos carmelitas, que nele fundaram um hospício com capela. O Convento de Nossa Senhora do Carmo foi posteriormente construído aproveitando parte do torreão central do Palácio da Boa Vista.

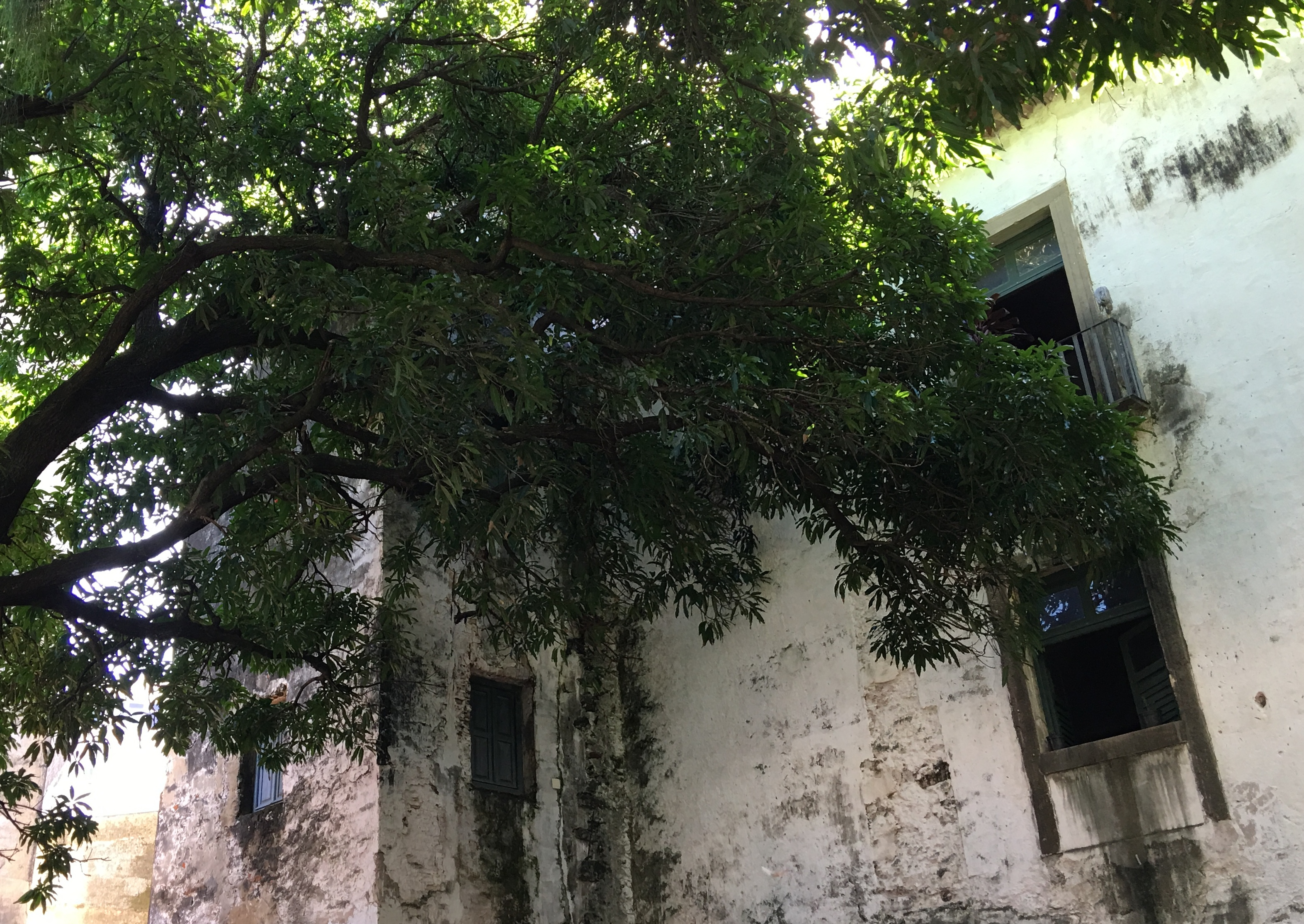
Restos do Palácio da Boa Vista (à esquerda), em imagem tomada do interior do Convento de Nossa Senhora do Carmo.

Carlos Miguez Garrido, no trabalho "Fortificações do Brasil" (Rio de Janeiro: Imprensa Naval, 1940, p. 90), informa que o torreão central do arrasado Palácio da Boa Vista, incorporado à extremidade noroeste do Convento de Nossa Senhora do Carmo, nessa época ainda podia ser observado pelos pedestres, devido à ausência de edifícios no bairro.

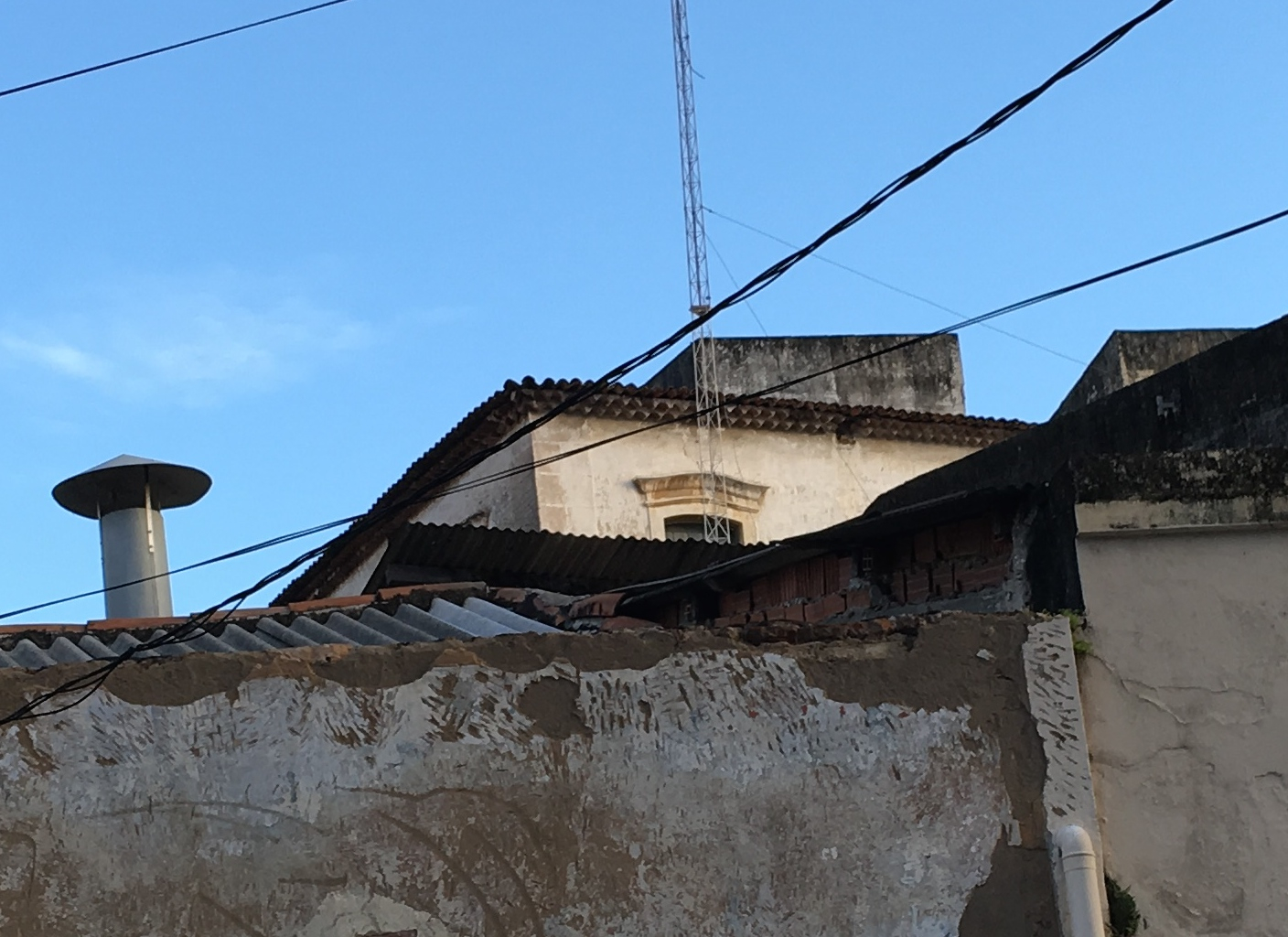
Restos do Palácio da Boa Vista (acima), em imagem tomada da Rua Frei Caneca, entre a Rua João Souto Maior e a Rua da Palma.

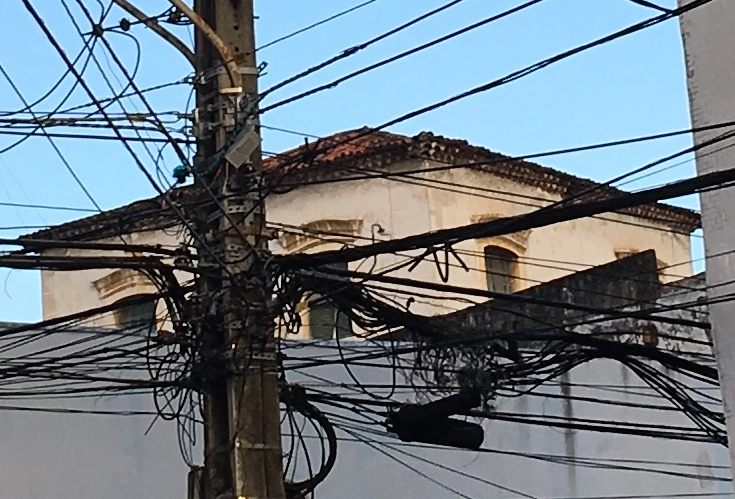
Restos do Palácio da Boa Vista (acima), em imagem tomada da Rua Frei Caneca, entre a Rua da Palma e a Rua da Concórdia.

Com a urbanização do Recife, no entanto, a visão plena dos restos do Palácio da Boa Vista ficou prejudicada. De acordo com imagens tomadas por Paulo Castagna, é possível sua observação parcial apenas do pátio interno do Convento do Carmo e da Avenida Nossa Senhora do Carmo, na extremidade direita da ala frontal do Convento, próximo à confluência com a Rua João Souto Maior. Da Rua Frei Caneca é possível observar apenas seu telhado e, no máximo, parte das janelas superiores.
Os atuais restos do Palácio da Boa Vista exibem um torreão de planta quadrada, com duas janelas superiores de estilo português em cada face, o que difere da imagem tomada por Frans Post em cerca de 1647, na qual o torreão exibe três janelas superiores retangulares em cada face, diferenças que podem refletir tanto a improvável imprecisão da imagem de Frans Post, quanto as possíveis alterações realizadas no torreão pelos carmelitas nos séculos XVII e XVIII.
Paralelamente, o torreão do ângulo noroeste do Convento de Nossa Senhora do Carmo possui duas faces orientadas para o continente, uma delas para a região situada entre a margem direita do Rio Capibaribe e a Casa de Detenção do século XIX e outra para um ponto da atual Rua da Aurora, entre as atuais Ponte Santa Isabel e Ponte da Boa Vista. A diagonal noroeste-sudeste desse torreão está orientada para a última curva do Rio Capibaribe antes da confluência com o Rio Beberibe, poucos metros a sudoeste do ponto de partida, no continente, da atual Ponte da Boa Vista (Bairro da Boa Vista).
É perceptível, portanto, que a orientação do Reduto da Boa Vista, na imagem de Frans Post, teve um leve ajuste, para que o espectador pudesse observar sua fachada principal, uma vez que a imagem foi tomada em algum ponto do continente entre as atuais Ponte Duarte Coelho e Ponte da Boa Vista, posição na qual a face mais visível do edifício é a que, na gravura aparece à esquerda e não aquela com a inscrição "Anno 1643" e da qual parte a ponte de madeira para o continente.
A julgar pela orientação do torreão remanescente do ângulo noroeste do Convento de Nossa Senhora do Carmo, o que estava diretamente orientado para o continente, de forma paralela à ponte de madeira, era sua diagonal noroeste-sudeste, orientação que faz mais sentido do ponto de vista militar-estratégico, por dificultar ataques e invasões e permitir uma visão ampla de dois pontos distintos do Rio Capibaribe, um anterior e outro posterior à sua última curva antes da confluência com o Rio Beberibe. De fato, o que aponta para a última curva do do Rio Capibaribe, no mapa anônimo do Recife em 1644, é o ângulo e a diagonal do Palácio da Boa Vista, e não sua fachada.